# Hydroeciodes jalapae
Hydroeciodes jalapae là một loài bướm đêm trong họ Noctuidae.